# ISO 3166-3
ISO 3166-3 – część standardu ISO 3166, opracowanego przez Międzynarodową Organizację Normalizacyjną, który zawiera kody państw oraz terytoriów, które zostały z niego usunięte od momentu jego pierwszej publikacji (1974). 
W momencie usunięcia kodu państwa lub terytorium z ISO 3166-1, zostaje mu przydzielony czteroliterowy kod ISO 3166-3 tworzony wg następujących zasad:
| Przyczyna usunięcia ISO 3166-1 | Zasada tworzenia ISO 3166-3                |
| ------------------------------ | ------------------------------------------ |
| nieistotna zmiana nazwy        | kod ISO 3166-1 + AA                        |
| istotna zmiana nazwy           | stary kod ISO 3166-1 + nowy kod ISO 3166-1 |
| podział                        | stary kod ISO 3166-1 + HH                  |
| połączenie                     | stary kod ISO 3166-1 + nowy kod ISO 3166-1 |

Jedynym wyjątkiem jest kod CSXX, który został przydzielony Serbii i Czarnogórze po jej rozpadzie. 

## Kody ISO 3166-3
| Nazwa                                              | Kody usunięte     | Kody usunięte     | Kody usunięte         | Kody usunięte       | ISO 3166-3 | Aktualne dane | Aktualne dane                          | Aktualne dane      |
| Nazwa                                              | ISO 3166-1 alfa-2 | ISO 3166-1 alfa-3 | ISO 3166-1 numeryczny | okres obowiązywania | ISO 3166-3 | Nazwa | ISO 3166-1                             | powód zmiany       |
| -------------------------------------------------- | ----------------- | ----------------- | --------------------- | ------------------- | ---------- | --- | -------------------------------------- | ------------------ |
| Antyle Holenderskie                                | AN                | ANT               | 530                   | 1974–2011           | ANHH       | Curaçao Sint Maarten Holandia Karaibska                                                                                | CW SX BQ                               | podział            |
| Brytyjskie Terytorium Antarktyczne                 | BQ                | ATB               |                       | 1974–1981           | BQAQ       | Antarktyda | AQ                                     | połączenie         |
| Białoruska Socjalistyczna Republika Radziecka      | BY                | BYS               | 112                   | 1974–1992           | BYAA       | Białoruś | BY                                     | zmiana nazwy       |
| Birma                                              | BU                | BUR               | 104                   | 1974–1989           | BUMM       | Mjanma | MM                                     | zmiana nazwy       |
| Canton i Enderbury                                 | CT                | CTE               | 128                   | 1974–1984           | CTKI       | Kiribati | KI                                     | połączenie         |
| Czechosłowacja                                     | CS                | CSK               | 200                   | 1974–1993           | CSHH       | Czechy Słowacja | CZ SK                                  | podział            |
| Dahomej                                            | DY                | DHY               | 204                   | 1974–1977           | DYBJ       | Benin | BJ                                     | zmiana nazwy       |
| Francja metropolitalna                             | FX                | FXX               | 249                   | 1993–1997           | FXFR       | Francja | FR                                     | połączenie         |
| Francuskie Terytoria Południowe i Antarktyczne     | FQ                | ATF               | 260                   | 1974–1981           | FQHH       | Antarktyda Francuskie Terytoria Południowe                                                                             | AQ TF                                  | połączenie podział |
| Francuskie Terytorium Afarów i Isów                | AI                | AFI               | 262                   | 1974–1978           | AIDJ       | Dżibuti | DJ                                     | zmiana nazwy       |
| Górna Wolta                                        | HV                | HVO               | 854                   | 1974–1984           | HVBF       | Burkina Faso | BF                                     | zmiana nazwy       |
| Johnston                                           | JT                | JTN               | 396                   | 1974–1986           | JTUM       | Dalekie Wyspy Mniejsze Stanów Zjednoczonych                                                                            | UM                                     | połączenie         |
| Jugosławia                                         | YU                | YUG               | 891                   | 1974–1986           | YUCS       | Serbia i Czarnogóra | CS                                     | zmiana nazwy       |
| Midway                                             | MI                | MID               | 488                   | 1974–1986           | MIUM       | Dalekie Wyspy Mniejsze Stanów Zjednoczonych                                                                            | UM                                     | połączenie         |
| Niemiecka Republika Demokratyczna                  | DD                | DDR               | 278                   | 1974–1990           | DDDE       | Niemcy | DE                                     | połączenie         |
| Nowe Hebrydy                                       | NH                | NHB               | 548                   | 1974–1980           | NHVU       | Vanuatu | VU                                     | zmiana nazwy       |
| Powiernicze Wyspy Pacyfiku                         | PC                | PCI               | 582                   | 1974–1986           | PCHH       | Wyspy Marshalla Mikronezja Palau Mariany Północne                                                                      | MH FM PW MP                            | podział            |
| Rodezja Południowa                                 | RH                | RHO               | 716                   | 1974–1980           | RHZW       | Zimbabwe | ZW                                     | zmiana nazwy       |
| Różne Wyspy Pacyfiku Stanów Zjednoczonych          | PU                | PUS               | 396                   | 1974–1986           | PUUM       | Dalekie Wyspy Mniejsze Stanów Zjednoczonych                                                                            | UM                                     | połączenie         |
| Serbia i Czarnogóra                                | CS                | SCG               | 891                   | 1974–1986           | CSXX       | Serbia Czarnogóra | RS ME                                  | podział            |
| Sikkim                                             | SK                | SKM               | 698                   | 1974–1977           | SKIN       | Indie | IN                                     | połączenie         |
| Strefa Kanału Panamskiego                          | PZ                | PCZ               | 594                   | 1974–1981           | PZPA       | Panama | PA                                     | połączenie         |
| Strefa neutralna między Irakiem a Arabią Saudyjską | NT                | NTZ               | 536                   | 1974–1993           | NTHH       | Irak Arabia Saudyjska                                                                                                  | IQ SA                                  | podział            |
| Timor Wschodni                                     | TP                | TMP               | 626                   | 1974–2002           | TPTL       | Timor–Leste | TL                                     | zmiana nazwy       |
| Wake                                               | WK                | WAK               | 872                   | 1974–1986           | WKUM       | Dalekie Wyspy Mniejsze Stanów Zjednoczonych                                                                            | UM                                     | połączenie         |
| Wietnam Północny                                   | VD                | VDR               | 704                   | 1974–1977           | VDVN       | Wietnam | TL                                     | połączenie         |
| Wyspy Gilberta i Lagunowe                          | GE                | GEL               | 296                   | 1974–1977           | GEHH       | Kiribati Tuvalu | KI TV                                  | podział            |
| Zair                                               | ZR                | ZAR               | 180                   | 1974–1997           | ZRCD       | Demokratyczna Republika Konga                                                                                          | CD                                     | zmiana nazwy       |
| Ziemia Królowej Maud                               | NQ                | ATN               | 216                   | 1974–1983           | NQAQ       | Antarktyda | AQ                                     | połączenie         |
| Związek Socjalistycznych Republik Radzieckich      | SU                | SUN               | 810                   | 1974–1992           | SUHH       | Armenia Azerbejdżan Estonia Gruzja Kazachstan Kirgistan Litwa Łotwa Mołdawia Rosja Tadżykistan Turkmenistan Uzbekistan | AM AZ EE GE KZ KG LT LV MD RU TJ TM UZ | podział            |